# St. Peter (Lörrach)

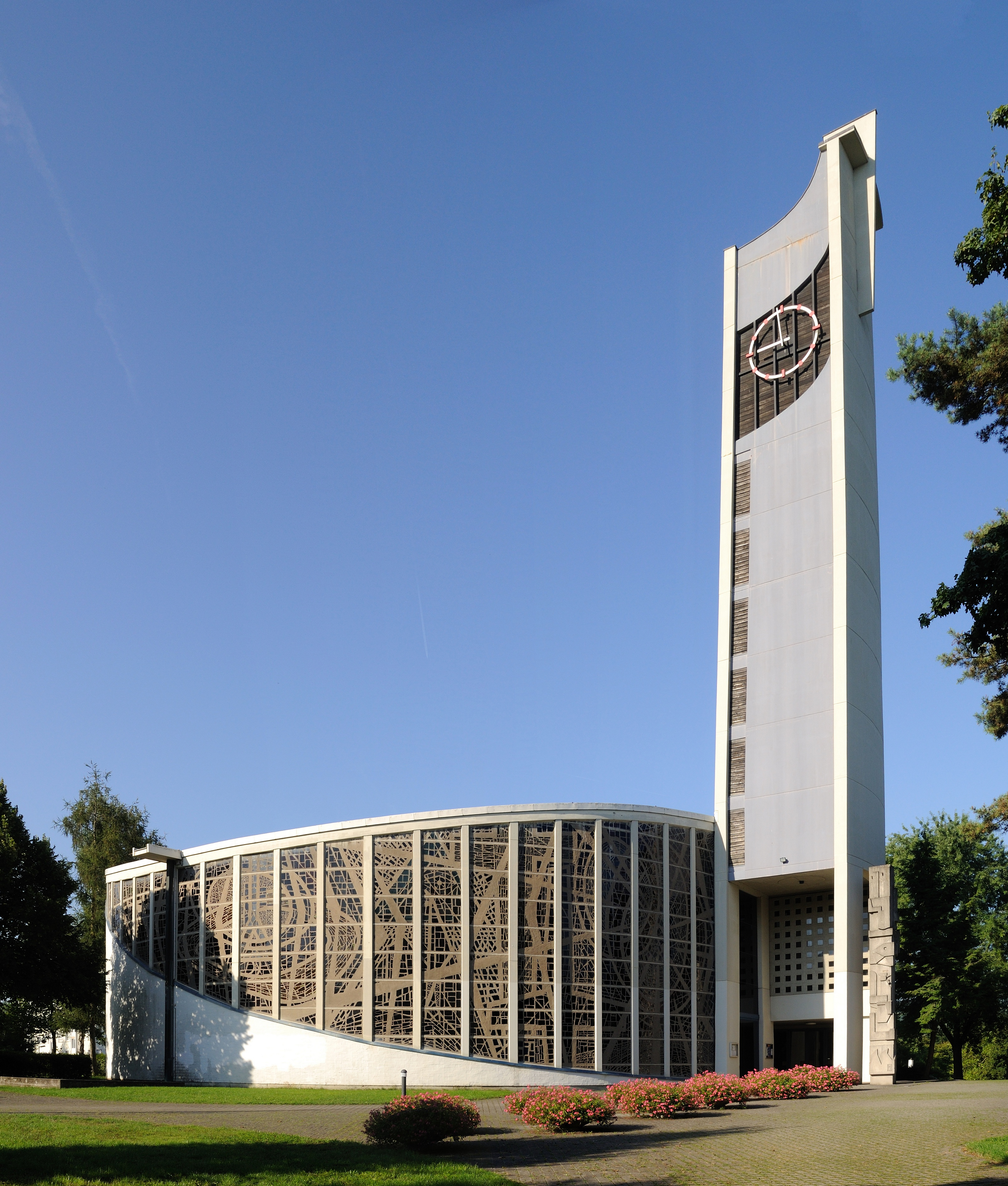
St. Peter, Ostansicht

Die Kirche St. Peter am Südrand des Grüttparks in Lörrach ist eine moderne römisch-katholische Kirche unter dem Patrozinium des heiligen Petrus. Aufgrund baulicher Mängel wird die Kirche seit 2018 nicht verwendet.

## Geschichte

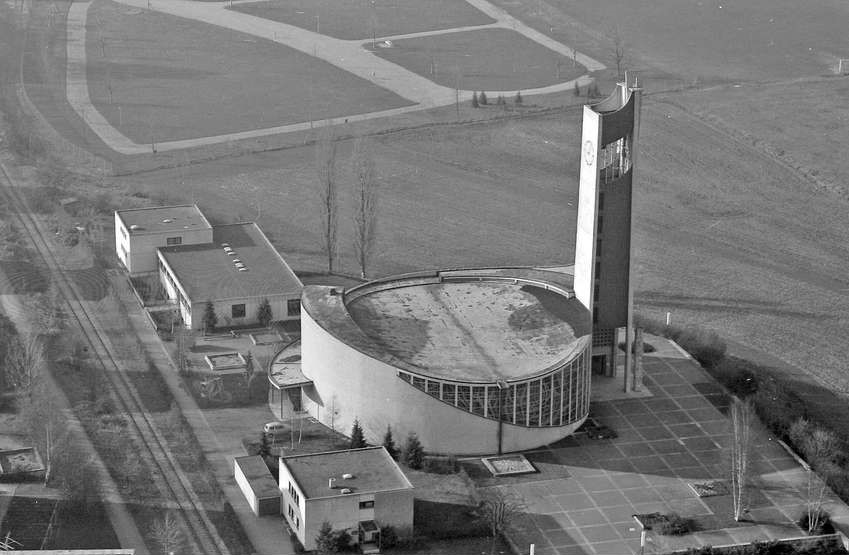
Luftbild auf St. Peter (1974)

Die Pfarrgemeinde St. Peter bildete sich unter Abtrennung von der Pfarrei St. Bonifatius in Lörrach zunächst als Kuratie am 1. November 1964. Sie umfasste das Gebiet der Lörracher Nordstadt, den Ortsteil Tumringen und die Homburgsiedlung. Am 23. Januar 1985 wurde sie in den Status einer Pfarrei erhoben.
Gleichzeitig wurde in den Jahren 1962 bis 1964 nach Plänen des Stadtbaudirektors Rudolf Dietsche der moderne Kirchenbau errichtet. Der erste Gottesdienst fand am 20. Dezember 1964 statt. Am 13. Juni 1965 vollzog der Freiburger Erzbischof Hermann Schäufele die feierliche Weihe.
In den Jahren 2005/2006 fand eine umfassende Innenrenovation statt, in deren Rahmen u. a. der Standort des Altares und die Stufenanlage des Chorraumes verändert, hauptsächlich aber die gesamte Gebäudetechnik erneuert wurde. Die Kosten dafür betrugen rund 625.000 Euro. Seit August 2012 wurde der Turm der Kirche St. Peter saniert, der witterungsbedingte Schäden aufwies. Die rund 170.000 Euro teuren Arbeiten sollten planmäßig bis Anfang November gehen.
Nach einem statischen Gutachten im Jahr 2018 ist das Tragwerk des Daches sanierungsbedürftig. Aus diesem Grund blieb seit Sommer 2018 die Kirche geschlossen. Da die Dachkonstruktion eine komplexe Struktur aufweist, würde eine Sanierung auf 2,5 Millionen Euro betragen. Im Mai 2019 stand noch nicht fest, ob diese Sanierung durchgeführt wird. Es wird auch ein Abbruch der Kirche erwogen.

## Beschreibung

### Bauwerk

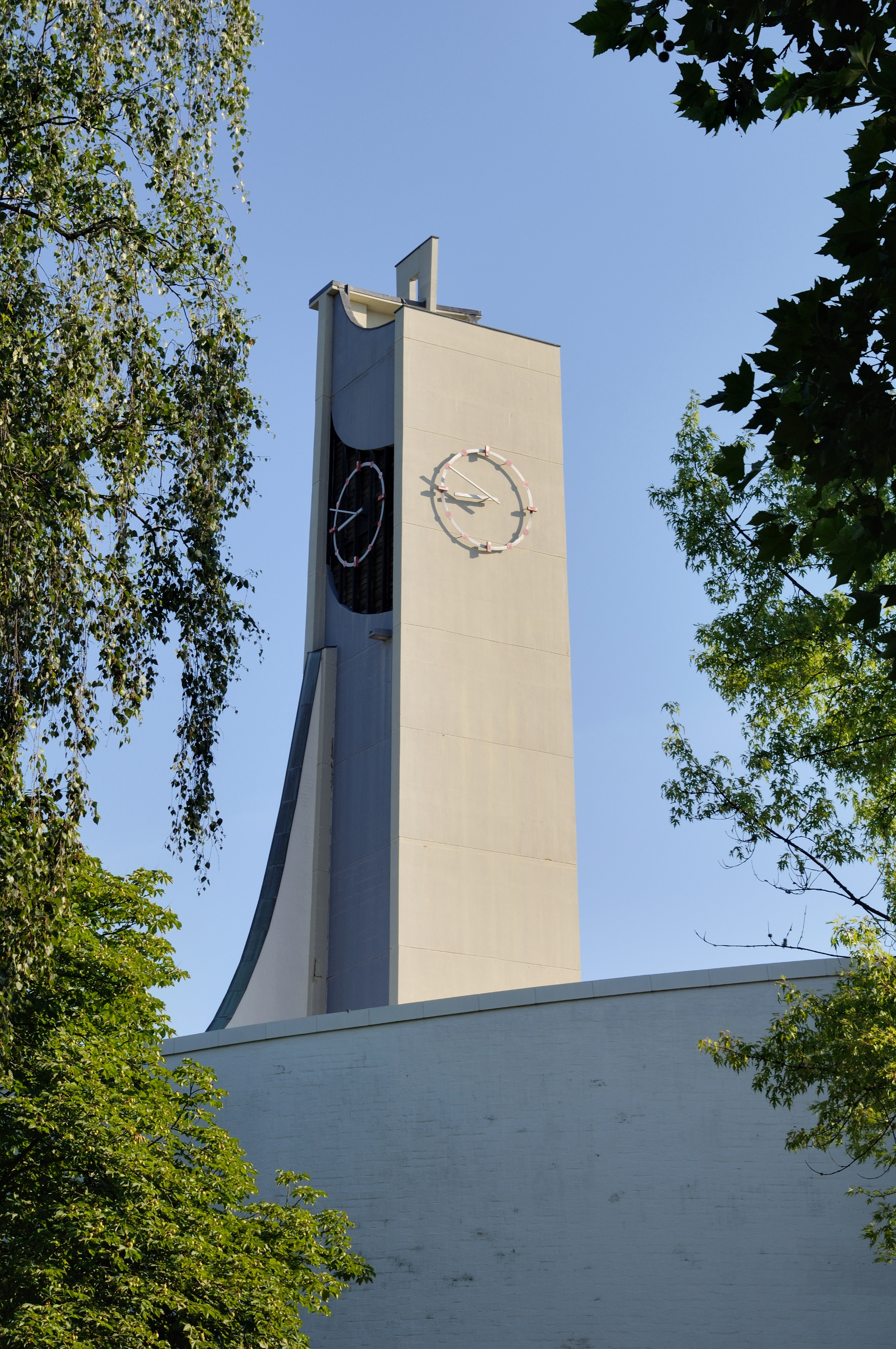
Glockenturm

Die aus Stahlbeton erbaute Kirche ruht auf einem sechs Meter hohen Plateaugelände, hat damit eine exponierte Lage über den ganzen Grüttpark hinweg und ist auch von den umliegenden Hügeln Lörrachs aus gut zu erkennen. Der Kirchensaal befindet sich in einem zylinderförmigen Flachbau, an dessen Nordseite sich ein 42 Meter hoher eckiger, nach oben sich verjüngender Glockenturm anschließt. Der annähernd kreisförmige Grundriss hat einen Durchmesser von etwa 35 Meter. Zwei quergelagerte, ineinander verschlungene Ellipsen unterschiedlicher Mauerhöhen bilden die Raumkörper der Kirche. So springt an der Westseite ein niedrigeres Viertelkreissegment aus dem zylindrischen Flachbau hervor, in dem sich neben der Sakristei auch zwei Seitenkapellen befinden.
Auf der Stirnseite des Turms kragt ein großes Kreuz heraus und an den West- und Ostfassaden des Turms befindet sich jeweils eine Uhr auf dunklem Grund. Auf der aus Sichtbeton bestehenden Südseite befindet sich auf gleicher Höhe ebenfalls eine Uhr. Dahinter befinden sich im Turminneren die Glocken. Die ansonsten helle Außenbemalung ist an diesen beiden Fassadenseiten durch ein helles Blau hervorgehoben. Turm und Kirchensaal sind an der Westseite über eine geschwungen-aufsteigende Betonwand optisch miteinander verbunden. Die runden Formen sollen mit der umgebenden Landschaft und besonders den Bergen harmonieren.

### Ausstattung

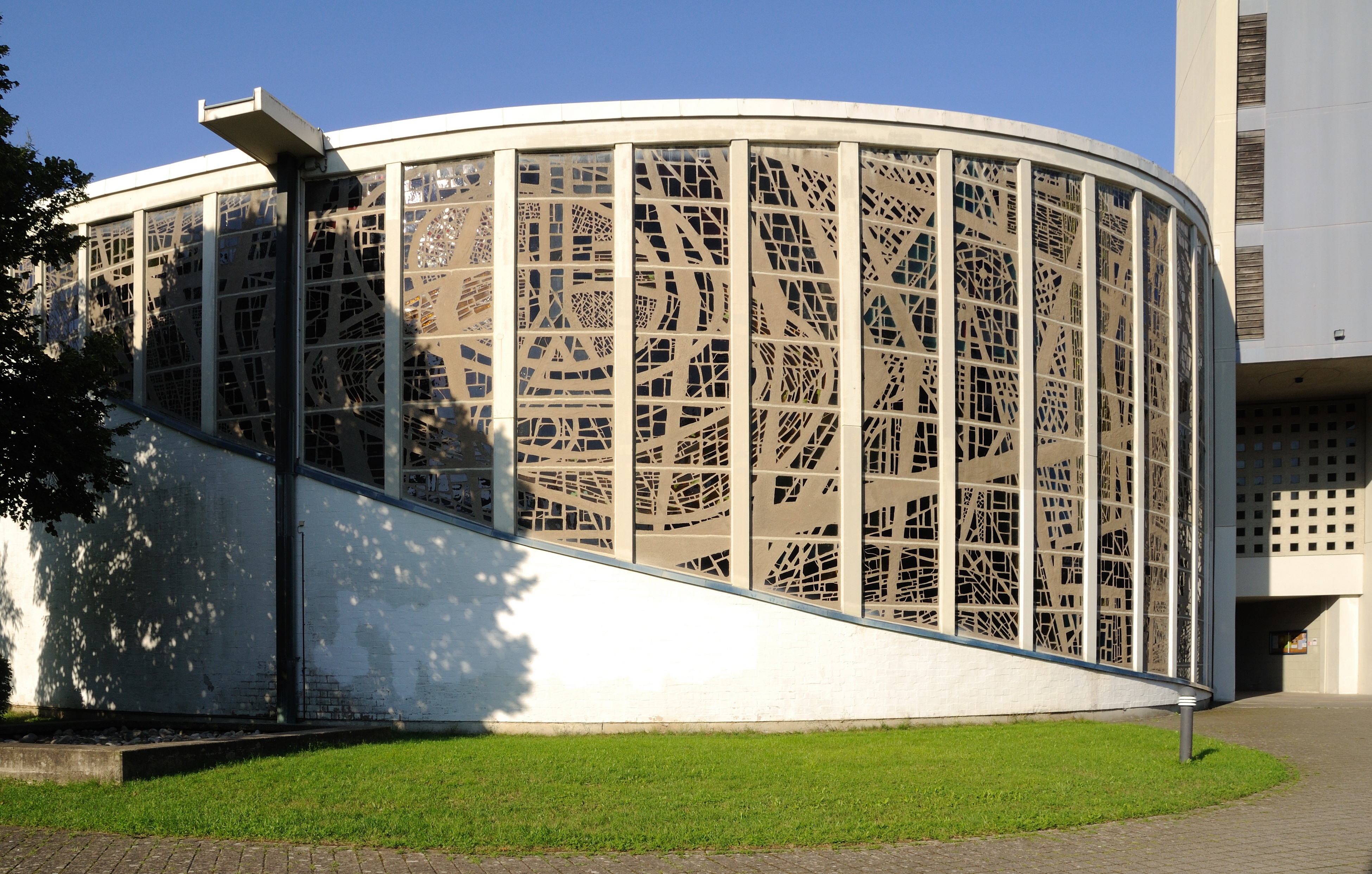
Die Betonglaswand von außen

Die einzige Fensterfront im Kirchensaal befindet sich an der Ostseite. Die 220 Quadratmeter große Betonglaswand wurde vom Freiburger Künstler Wilfrid Perraudin geschaffen und war zum Zeitpunkt ihrer Fertigstellung im Jahr 1963 die größte der Welt. Die Darstellung zeigt das Leben und Sterben des Kirchenpatrons Petrus. Die Lichtwand besteht aus verschiedenfarbigen Gläsern. Auf Petrus weisen seine Attribute hin: das umgekehrte Kreuz, der Hahn und zwei ineinander verschlungene Schlüssel. Die Darstellung wird von schwebenden Formen begleitet, die ins Kosmische überleiten. Der Nordteil der Fensterfront hat Raumhöhe; von dort verjüngt sie sich zum Süden hin pfeilartig bis an die Dachkante des Saals.
Von Paul Ibenthaler stammen die Glasfenster der Beichtkapelle, die Szenen aus der Passion Jesu zeigen, und die Betonstele am Kircheneingang mit Szenen aus dem Leben des Petrus. Das hängende Altarkreuz und das Weihnachtsbild wurden von Eugen Zimmermann geschaffen. Von ihm stammt auch der Entwurf der Madonnenstatue, die durch den Lörracher Bildhauer Matthias Buchhaas ausgeführt wurde. Das aus Gold und Email bestehende Tabernakel ist von Frau Siedler-Winterhalter aus Basel; die Kreuzwegstationen und der Osterleuchter von dem Rottweiler Maler und Bildhauer Siegfried Haas.

Innenansicht mit Blickrichtung zum Altar und den Seitenkapellen

### Glocken
Das Geläut von St. Peter besteht aus sechs Glocken aus Glockenbronze. Sie hängen an Holzjochen in einem dreistöckigen Tannenholzglockenstuhl. Sie wurden im Jahr 1978 von der Karlsruher Glocken- und Kunstgießerei gegossen.
| Nr. | Name      | Durchmesser | Gewicht | Schlagton | Inschrift                                              |
| --- | --------- | ----------- | ------- | --------- | ------------------------------------------------------ |
| 1   | Christus  | 1673 mm     | 2506 kg | b°±0      | Ich will euch Zukunft und Hoffnung geben               |
| 2   | Maria     | 1375 mm     | 1557 kg | d′-2      | Was er euch sagen wird das tut                         |
| 3   | Petrus    | 1158 mm     | 0918 kg | f′±0      | Auf dein Wort hin                                      |
| 4   | Michael   | 1030 mm     | 0654 kg | g′±0      | Seid wachsam / denn ihr kennt weder Tag noch Stunde    |
| 5   | Elisabeth | 0866 mm     | 0432 kg | b′+2      | Was ihr den geringsten gegeben habt wie meinen Brüdern |
| 6   | Bernhard  | 0766 mm     | 0311 kg | c″±0      | Erhöre uns durch unser Wort                            |

### Orgel
Die Orgel mit zwei Manualen, Koppelmanual, Pedal und 32 Registern wurde durch die Orgelbaufirma Fischer & Krämer aus Endingen gebaut und 1974 installiert. Das Instrument mit mechanischen Schleifladen, einer elektrischen Registertraktur und Setzerkombinationen mit rund 7000 Speichermöglichkeiten hat folgende Disposition:

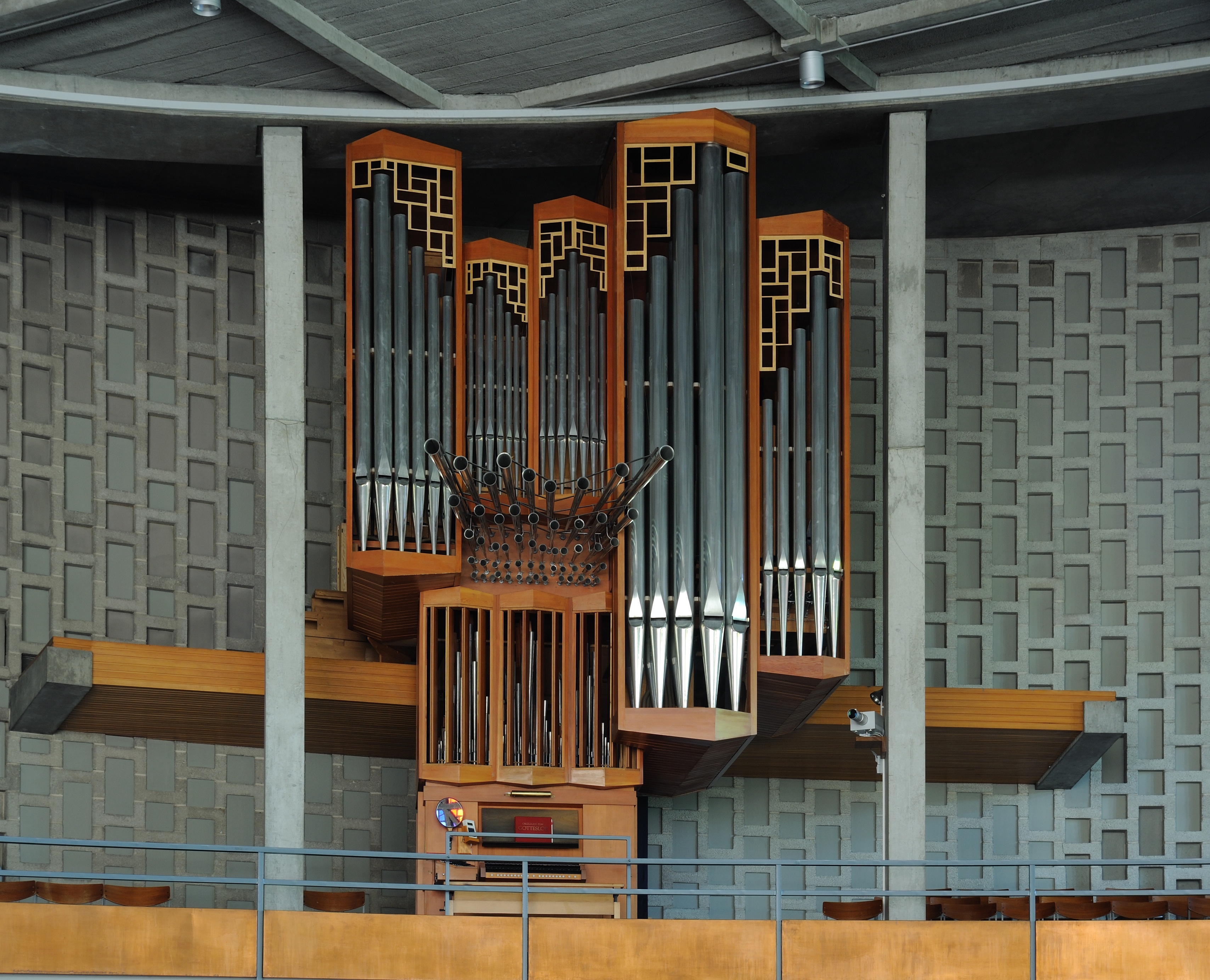
Orgel

| I. Manual C-g3       |       |
| Pommer               | 16′   |
| Principal            | 8′    |
| Holzflöte            | 8′    |
| Oktave               | 4′    |
| Blockflöte           | 4′    |
| Nazard               | 2 ⁄3′ |
| Oktave               | 2′    |
| Cornet IV-V          | 8′    |
| Siflet               | 1′    |
| Mixtur V-VI          | 1 ⁄3′ |
| Trompette en chamade | 8′    |
| Vox humana           | 8′    |
| Tremulant            |       |

| II. Manual C-g3 |        |
| Bourdon         | 8′     |
| Salicional      | 8′     |
| Principal       | 4′     |
| Flöte           | 4′     |
| Flageolet       | 2′     |
| Quinte          | 2 ⁄3′  |
| Terz            | 1 3⁄5′ |
| Larigot         | 1 ⁄3′  |
| Scharff IV      | 1′     |
| Holzdulcian     | 16′    |
| Hautbois        | 8′     |
| Tremulant       |        |

| Pedalwerk C-f1       |       |
| Principal (Prospekt) | 16′   |
| Subbass              | 16′   |
| Oktave               | 8′    |
| Gedeckt              | 8′    |
| Oktave               | 4′    |
| Hintersatz IV        | 2 ⁄3′ |
| Posaune              | 16′   |
| Trompete             | 8′    |
| Clairon              | 4′    |

- Koppeln: II/I, I/P, II/P